# Tate Britain
Tate Britain je spolu s Tate Modern, Tate Liverpool a Tate St Ives část britské sítě galerií Tate Gallery. Nachází se na místě původní galerie Tate na Millbank v Londýnském obvodu Westminster, která byla přejmenována poté co se roku 2000 vyčlenily sbírky moderního umění do Tate Modern. V současnosti jsou zde vystavovány sbírky historického a moderního britského umění. Její součástí je i Clore Gallery navrženou Jamesem Stirlingem roku 1986 pro expozici díla J. M. W. Turnera.
V hlavních výstavních prostorech jsou vystavována díla z historie britského umění a část ze sbírek moderního umění. Galerie rovněž pořádá specializované výstavní akce specializované na určitá období britské historie nebo průřezové akce jednotlivých autorů.
Tate Britain je národní galerií britského umění od roku 1500 do současné doby. Příkladem moderních autorů zastoupených v jejich kolekci jsou díla Davida Hockneye, Petera Blake a Francise Bacona. Galerie má vyčleněné sály pro výstavu děl Tracey Eminová a Chrise Ofiliho.
Tate Britain je místem každoročního kontroverzního vyhlašování Turnerovy ceny, soutěže čtyř autorů ve věku do 50 let vybraných porotou. Každý třetí rok je pořádáno trienále, v němž hostující kurátor vybírá pro výstavu díla současného britského umění.
Hlavní vchod je přístupný po schodišti. V nedávné době byla galerie vybavena vstupem pro návštěvníky pohybující se na vozíku. V prostorách budovy se nachází i restaurace, kavárna, klub pro členy, provozní kanceláře knihovnu Tate Gallery's Library a kancelář ředitele.
Vstupné je zdarma.